# You Let Me Walk Alone
"You Let Me Walk Alone" is een nummer van de Duitse zanger Michael Schulte. Het nummer won Unser Lied für Lissabon, de Duitse nationale selectie voor het Eurovisie Songfestival 2018, en werd geschreven door Schulte samen met Thomas Stengaard, Nisse Ingwersen en Katharina "Nina" Müller, terwijl de productie plaatsvond onder leiding van Stengaard, Jan-Philipp Kelber en Joachim Schlüter. Het nummer is een eerbetoon aan de vader van Schulte, die stierf toen de zanger 14 was. Het is een emotionele pianoballad. 
Het nummer werd namens Duitsland  vierde in de wedstrijd in Lissabon, Portugal, en werd daarmee de beste Duitse notering sinds Lena 's overwinning in Oslo, Noorwegen in 2010. Uitgebracht door Very Us Records als digitale download op 20 februari 2018, bereikte het nummer drie op de Duitse Singles Chart en kwam het in de top 20 in België, IJsland en Nederland terecht na het optreden van Schulte op 12 mei 2018.